# Jerzy Nowosielski
Jerzy Nowosielski, né le 7 janvier 1923 et mort le 21 février 2011, est un peintre, graphiste, scénographe et illustrateur.

## Biographie
Jerzy Nowosielski était bien connu pour ses compositions religieuses (peintures murales, des iconostases, polychromies) dans les églises orthodoxes de Cracovie, de Bialystok et de Jelenia Góra, l'église catholique de la Sainte-Croix à Wesoła, l'église franciscaine du quartier Azory de Cracovie, et l'église grecque-catholique de Lourdes en France,. Nowosielski a conçu et érigé l'église de la Naissance de la Bienheureuse Vierge Marie à Biały Bór.
Il a également peint des portraits, des paysages, des natures mortes et des tableaux abstraits. Ses œuvres se trouvent dans des musées polonais ainsi que dans des collections privées au Canada, aux États-Unis et en Allemagne. En 1993, il a reçu un prix de la fondation culturelle polonaise Wielka Fundacja Kultury et a reçu un doctorat honoris causa de l'université Jagellonne en 2000.